# جیمز همینگتون
جیمز همینگتون (انگلیسی: James Hannington, ۳ سپتامبر ۱۸۴۷ – ۲۹ اکتبر ۱۸۸۵) کشیش، و مبلغ مذهبی انگلیکان و شهید اهل پادشاهی متحد بریتانیای کبیر و ایرلند بود. او اولین اسقف انگلیکن آفریقای شرقی بود.